# Vigna mildbraedii
Vigna mildbraedii är en ärtväxtart som beskrevs av Hermann August Theodor Harms. Vigna mildbraedii ingår i släktet vignabönor, och familjen ärtväxter. Inga underarter finns listade i Catalogue of Life.